# البتراء (قرية)
البتراء هي إحدى مناطق محافظة معان ، الأردن 